# Margarita Uria Etxebarria
Margarita Uria Etxebarria (Bilbao, País Basc, Espanya 28 d'abril de 1953) és una advocada i política espanyola, d'orientació nacionalista basca. Pertany al PNB. Va ser Diputada del Congrés (1996-2008) i va ser vocal del Consell General del Poder Judicial, des de setembre del 2008 fins a desembre del 2013.

## Biografia
Margarita Uria va néixer en Bilbao en 1953. Es va llicenciar en Dret per la Universitat de Deusto.
Entre 1975 i 1980 va exercir l'advocacia com a professió liberal. En 1980 obté un lloc com a funcionària de lletrada dels Serveis Jurídics del Govern Basc. En 1985 va ser nomenada Directora del Contenciós del Govern Basc. Romandrà en aquest càrrec fins a 1996. Paral·lelament a la seva carrera en l'administració basca ha estat professora de Dret Administratiu en la Facultat de Dret de Deusto i a l'Escola de Pràctica Jurídica (Col·legi d'Advocats).

### Diputada del Congrés
Va ser elegida diputada en les eleccions generals de 1996 per la circumscripció de Biscaia. Ha romàs en el Congrés dels Diputats durant 12 anys, sent reelegida en dues altres ocasions. Durant aquests anys ha format part de les comissions de Justícia i Interior, Constitucional, Règim de les Administracions Públiques i Sanitat i Consum.
A les eleccions generals de 2008 Uria es va presentar com a candidata al Senat per Biscaia. Per primera vegada el PNB va ser la segona força més votada a Biscaia, per darrere del PSOE, per la qual cosa només va obtenir una de les tres actes de senador a les quals optava. Iñaki Anasagasti va deixar a Uría sense escó en obtenir uns pocs milers de vots més.
Després d'aquest inesperat resultat Uria es va incorporar al maig de 2008 als serveis jurídics de la Secretaria General de la Presidència del Govern Basc, encara que aquest solo va ser un càrrec temporal.
El PNB va proposar a Margarita Uria com a candidata de la seva confiança al lloc de vocal del Consell General del Poder Judicial (CGPJ), òrgan que portava dos anys sense renovar-se per desacord entre els partits polítics majoritaris. Finalment el PNB va aconseguir que Uria fos inclosa en la llista de consens que van acordar els partits majoritaris per a renovar el CGPJ i així al setembre de 2008 va ser nomenada vocal del màxim òrgan del poder judicial.

### Directora de l'Agència Basca de Protecció de Dades
Nomenada per Decret 16/2016, de 2 de febrer, de la Presidència del Govern Basc (BOPB núm. 24 de 5 de febrer de 2016), substituint en el càrrec a Iñaki Pariente de Prada (2012-2016). És per tant des de febrer de 2016 la nova Directora de l'Agència Basca de Protecció de Dades. L'Agència Basca de Protecció de Dades és l'òrgan de control en matèria de protecció de dades de caràcter personal a Euskadi.